# Апхульта
Апхульта (бур. Хэбхульта) — село в Аларском районе Усть-Ордынского Бурятского округа Иркутской области. Входит в муниципальное образование «Нельхай» и является его центром.

## География
Село расположено в 34 км восточнее районного центра на высоте примерно 534 метра над уровнем моря.
Состоит из 9 улиц:
- 40 лет Победы
- Гагарина
- Кирова
- Ленина
- Октябрьская
- Свердлова
- Совхозная
- Переулок Хайдурова
- Школьная

## Происхождение названия
Матвей Мельхеев производит данный топоним от бурятского хэбхульта — «болотно–кочковатая, заболоченно–лесистая местность», что ранее соответствовало физико-географическим характеристикам располагающейся в районе села пади.
Станислав Гурулёв выделяет в названии Апхайта ираноязычный корень ап (аб) — «вода», «река», к которому позже прибавились енисейскоязычное (корчунское) кул — «вода» и бурятский суффикс та.

## История
Первоначально населённый пункт Апхульта существовал как заимка бурятского рода икинатов, которая в начале XX века преобразовалась в улус. О его основателях существует следующая легенда: в соседнем населённом пункте Нельхай проживает подрод Унхытан, относящийся к роду икинатов. Их предком является девушка Унхы. Согласно преданию, 

Она, живя у родителей, забеременела. В старину беременных вне замужества девушек наказывали ссылкой. Девушку Унхы сородичи посадили на плот и пустили вниз по Ангаре. Плот пристал к берегам икинатской земли. Пожалев девушку, местные жители приютили ее у себя.
 Представители подрода унхытан относят себя к икинатам, однако некоторые учёные считают их отдельным бурятским родом. К данному подроду относятся династии Долбеевых, Сабировых, которые являются основателями улуса.
В советские годы в населённом пункте функционировал совхоз «Нельхайский», позже переименованный в «Наран» (от бур. наран — «солнце»). На 1962 год совхозу принадлежало 65 тысяч гектаров пашни, из которых 11-12 тысяч засевались зерновыми, 3 — кукурузой, также выращивались все кормовые культуры. Поголовье крупного рогатого скота, молодняка и дойного гурта составляло более 3,5 тысяч голов. После образования Нукутского района большая часть площади, принадлежавшей совхозу, вошла в его черту. После этого площадь продолжала сокращаться, и на 2005 год осталось примерно 4 тысячи гектаров. Вскоре совхоз перестал существовать, на его базе было открыто новое сельскохозяйственное предприятие, принадлежащее СХЗАО «Наследие». В связи с отсутствием работы население села по сравнению с 1960-ми сократилось примерно на 40%.

## Инфраструктура и экономика
В селе функционируют школа, детский сад, планируется строительство ФОКа. Большинство жителей работают в СХЗАО «Наследие» или занимаются частным предпринимательством.

## Население
| 2002 | 2010 | 2011 | 2012 |
| ---- | ---- | ---- | ---- |
| 638  | ↘511 | ↘509 | ↘502 |